# Nino (une adolescence imaginaire de Nino Ferrer)
Pour plus de détails, voir Fiche technique et Distribution.
Nino (une adolescence imaginaire de Nino Ferrer) est un film français réalisé par Thomas Bardinet, sorti en 2011 dans plusieurs festivals, et en salles en France en 2012.

## Synopsis
L'été de ses 16 ans, Nino rencontre Natacha, une actrice en devenir aussi belle qu'ambitieuse. La suivra-t-il ou fera-t-il confiance à Nathalie, qu'il connaît depuis son enfance ?

## Fiche technique
- Titre original : Nino (une adolescence imaginaire de Nino Ferrer)
- Réalisation : Thomas Bardinet
- Scénario : Thomas Bardinet
- Photographie : Thomas Bardinet
- Son : Thomas Bardinet
- Montage : Thomas Bardinet et Mélanie Cessiecq
- Musique : Nino Ferrer
- Production :
- Pays d'origine :  France
- Format : couleur - 1,85:1
- Genre : comédie dramatique
- Durée : 75 minutes
- Dates de sortie : 
  -  France : 31 mars 2011 (Festival Cinéma d'Alès Itinérances)
  -  France : 10 avril 2011 (Festival du cinéma de Brive)
  -  France : 3 août 2011 (Festival du cinéma de Lama)
  -  France : 25 avril 2012 (sortie nationale)

## Distribution
- David Prat - Nino
- Lou de Laâge - Natacha
- Sarah Coulaud - Nathalie
- Benoît Gruel - Polo
- Alex Golino
- Anne Hiribarren - La mère de Nino
- Alice Mourgues - La prof de théâtre
- Benoît Michel - Arlequin
- Savanah Rambeaud - Smeraldine
- Justine Lautrette - Clarice
- Manuel Levelly - Le chef des voyous
- Jesse Mellet - Voyou 1
- Julien Bardinet - Voyou 2
- Christian Loustau - Le patron du bar
- Dominique de Laâge - Gaston
- Pierre Carles - L'imprésario

## Autour du film
- Ce film évoque une romance portée par les chansons de Nino Ferrer : il s'agit d'une fiction, mais elle repose sur les textes originaux.